# Fossa retromandibularis
Die Fossa retromandibularis (lat.: Grube hinter dem Unterkiefer) ist ein anatomischer Raum am seitlichen Hals.

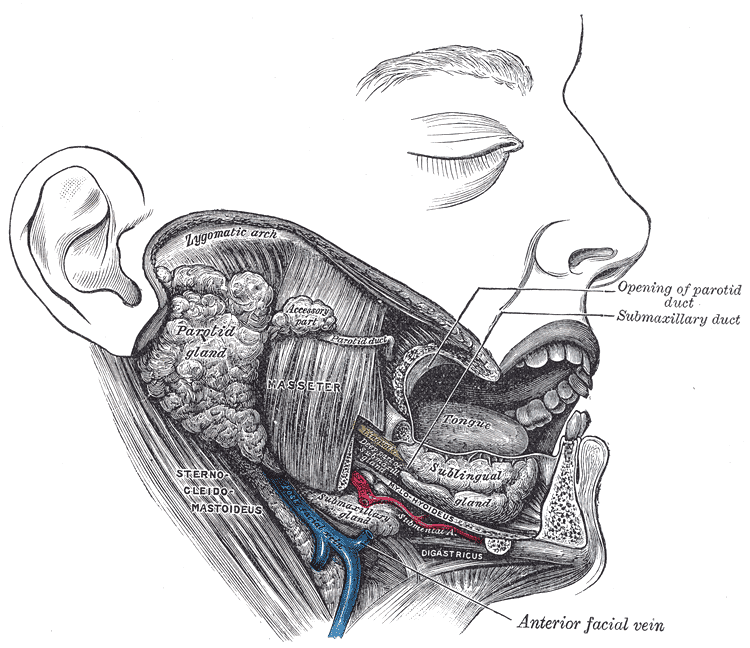
Lage der Fossa retromandibularis

Die Grenzen der Fossa retromandibularis sind:
- der äußere Gehörgang (oben)
- der Ast des Unterkiefers (vorne),
- der Rachen (medial)
- der Musculus sternocleidomastoideus (hinten)
- die Musculi digastricus und stylohyoideus (unten).

Die Hauptstruktur der Fossa retromandibularis ist die Ohrspeicheldrüse (Glandula parotidea) mit ihrem Ausführungsgang (Ductus parotideus). Zwischen ihrem oberflächlichen und tiefen Anteil verlaufen die Vena retromandibularis und der Plexus intraparotideus des Nervus facialis. Weitere Strukturen sind die Arteria carotis externa, die sich hier in ihre Endäste (Arteria maxillaris und Arteria temporalis superficialis) aufteilt, und der Nervus auriculotemporalis des Nervus mandibularis.
Kontakt hat die Fossa retromandibularis u. a. mit dem Trigonum submandibulare und dem Spatium lateropharygeum.
Bei entzündlichen Schwellungen der Ohrspeicheldrüse, z. B. bei Mumps, können die hier verlaufenden Nerven komprimiert werden und Schmerzen hervorrufen.